# Игровица
Игровица (укр. Ігровиця) — село в Белецкой сельской общине Тернопольского района Тернопольской области Украины.
Население по переписи 2001 года составляло 1074 человека. Почтовый индекс — 47701. Телефонный код — 352.